# Övre och Nedre sjöflygeln

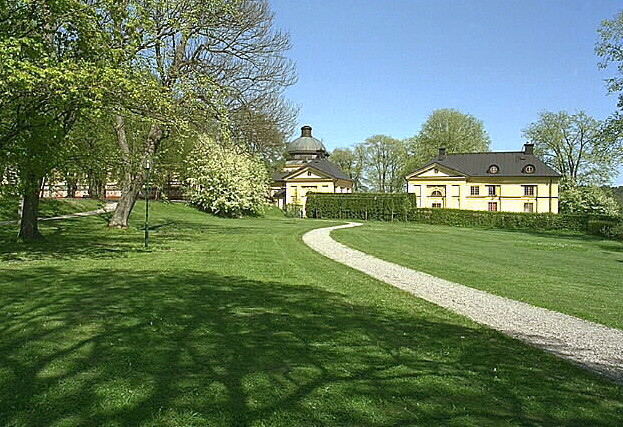
Övre (t.v.) och Nedre Sjöflygeln (t.h.), med slottet i bakgrunden, maj 1998.

Övre och Nedre sjöflygeln är två byggnader på Drottningholms slottsområde. De kallas även Oldfruns flygel respektive Vaktmästarens flygel eller Sjöpaviljongen. Sjöflyglarna ägs och förvaltas av Statens fastighetsverk och är lagskyddade byggnadsminnen sedan 1935. Nedre sjöflygeln har varit kronprinsessan Victorias första egna bostad samt tillfällig bostad för prins Carl Philip och prinsessan Sofia.

## Beskrivning
Sjöflyglarna uppfördes 1834 efter ritningar av slottsarkitekt Axel Fredrik Nyström. Det rör sig om två putsade stenhus med fasader i samma kulör som Drottningholms slottsbyggnad. Övre sjöflygeln står omkring 50 meter söder om slottet och direkt söder därom finns den något större Nedre sjöflygeln. Ursprungligen användes båda byggnader som tjänstebostäder åt kungafamiljens säkerhetsvakter och slottets anställda. I Oldfruns flygel bodde även oldfrun som var husföreståndare med ansvar för slottets hushåll och linneförråd.
Nedre sjöflygeln består av två våningar och vind med en total bostadsyta av 381 m². Huset beboddes fram till november 2010 av kronprinsessan Victoria och prins Daniel innan de flyttade till Haga slott. Paret disponerade 90 m² om två rum och kök, resten var gästbostad. År 2016 var Nedre sjöflygeln tillfällig bostad för prins Carl Philip och prinsessan Sofia innan de flyttade till Villa Solbacken på Södra Djurgården.